# Едуардо Галеано
Едуардо Галеано (на испански: Eduardo Galeano) е виден уругвайски журналист, ляв политически деец и писател на произведения в жанра социална драма, исторически роман, публицистика и документалистика.

## Биография и творчество
Едуардо Херман Мария Хюз Галеано е роден на 3 септември 1940 г. в Монтевидео, Уругвай, в католическо семейство от средната класа на Едуардо Хюз Руузен и Лисия Естер Галеано Муньос. На 13 г. започва да пише политически коментари за местен вестник, а на 14-годишна възраст продава първата си политическа карикатура на седмичника El Sol на Социалистическата партия на Уругвай, под псевдонима Галеано. В младостта си работи като фабричен работник, чертожник, бояджия, куриер, машинописец и касиер. През тези години се запознава с марксизма и чете „Капиталът“. На 19 години става редактор на различни вестници и списания (вкл. сп. „Християнство и революция“). Започва журналистическата си кариера в началото на 60-те като главен редактор на влиятелния седмичник Marcha, в който сътрудници са Марио Варгас Льоса, Марио Бенедети, и др. известни личности. В периода 1964 – 1965 г. е редактор на независимия ляв вестник „Ероса“ („Епоха“). В периода 1965 – 1973 г. е директор на отдела за публикации и вестника на Университета на Републиката в Монтевидео.
След военния преврат на държавния преврат от 27 юни 1973 г. е арестуван и е принуден да бяга от страната, като в периода 1973 – 1976 г. живее в изгнание в Аржентина, където ръководи списание Crisis. След налагането и там на дясна диктатура, отново е политически емигрант и се установява в Испания до 1985 г. След това се връща в Уругвай и на изборите подкрепя широк ляв фронт. През октомври същата година, заедно с Марио Бенедети, Уго Алфаро и други журналисти и писатели, бивши журналисти в Marcha, основават седмичника Brecha, в чийто консултативен съвет е член до смъртта си. В периода 1987 – 1989 г. е член на Националната комисия за референдум, срещу Закона за изтичане на срока на държавния наказателен иск от 1986 г., имащ за цел да предотврати наказателното преследване за престъпления срещу човечеството, извършени по време на военната диктатура (1973 – 1985). На 26 януари 2006 г., заедно с Габриел Гарсия Маркес, Фрей Бето, Пабло Миланес, Ернесто Сабато и други известни дейци на културата, Галеано се обявява за предоставяне на независимост на Пуерто Рико.
Първата му книга „Следващите дни“ е издадена през 1963 г. Автор на 38 книги, сред които „Репортажи“ (1967), пиесата „Отворените вени на Латинска Америка“ (1971, забранена от всички десни режими в региона), „Памет за огъня“ (1982 – 1986), „Книга на прегръдките“ (1989), спортната му книга „Футболът на слънце и на сянка“ (1995), „Нагоре с краката“ (1998) и др. Трилогията му „Памет за огъня“ е разказ за историята на Америка, като героите са исторически личности: генерали, художници, революционери, работници, конкистадори и завоеватели, изобразени в кратки разкази, отразяващи колониалната история на континентите, започвайки от предколумбови митове за сътворението и завършва със събитията от 80-те години на ХХ век, от индивидуалната съпротива до масовите революции. Творчеството му е с хуманна и лява насоченост. Произведенията му са преведени на 25 езика по света.
Галеано е харизматична обществена фигура, популярен в политическите платформи и в печата, с неуморен, макар и понякога меланхоличен ентусиазъм за социализма и националното освобождение. Като журналист той интервюира повечето от известните фигури на континента, включително Фидел Кастро, Хуан Перон, когато е в изгнание в Испания, Уго Чавес и Салвадор Алиенде, с който е близък приятел.
За творчеството си получава множество награди. Удостоен е с почетната степен „доктор хонорис кауза“ от Университета на Хавана (2001), от Университета на Ел Салвадор (2005), от Университета на Веракрус (2007), от Националния университет в Кордоба (2008), от Университета на Буенос Айрес (2009), от Националния университет на Куйо в Мендоса (2011), и от Университета на Гуадалахара (2013). През получава Международната награда за правата на човека от Global Exchange, а през 2010 г. получава шведската награда „Стиг Дагерман“ за защитата на свободата на изразяване.
През 2007 г. е установено заболяването му от рак на белите дробове, с което се бори в последните си години. Едуардо Галеано умира на 13 април 2015 г. в Монтевидео.

## Произведения
- Los días siguientes (1963)[2]
- Los colores (1966)
- Violencia y enajenación (1971)
- Vagamundo (1973)
- La canción de nosotros (1975)[3]
Нашата песен, изд.: „Народна култура“, София (1979), прев. Корнелия Дарева
- Conversaciones con Raimón (1977)
- La piedra arde (1980)
- Aventuras de los jóvenes dioses (1984)
- Ventana sobre Sandino (1985)
- Contraseña (1985)
- El libro de los abrazos (1989)
- Amares (1993)
- Úselo y tírelo (1994)
- Patas arriba. La escuela del mundo al revés (1998)
- Bocas del tiempo (2004)
- El viaje (2006)
- La resurrección del Papagayo (2008)

### Поредица „Памет за огъня“ (Memoria del fuego)
1. Genesis (1982)[1][3]
2. Faces and Masks (1984)
3. Century of the Wind (1986)

### Сборници
- Los fantasmas del día del león y otros relatos (1967)[2]
- Palabras. Antología personal (1990)
- Ser como ellos y otros artículos (1992)

### Документалистика
- China (1964) – пътепис[2]
- Guatemala, país ocupado (1967) – за партизаните в Гватемала[3][4]
- Reportajes (1967)
- Su majestad el fútbol (1968)
- Las venas abiertas de América Latina (1971)[1][4]
- Siete imágenes de Bolivia (1971)
- Crónicas latinoamericanas (1972)
- Voces de nuestro tiempo (1981)
- Días y noches de amor y de guerra (1978) – автобиография[1]
Дни и нощи на любов и война : Спомени, изд.: Партиздат, София (1983), прев. Виолета Павлова
- La encrucijada de la biodiversidad colombiana (1986)
- El descubrimiento de América que todavía no fue y otros escritos (1986)
- Entrevistas y artículos: 1962 – 1987 (1988)
- Nosotros decimos no. Crónicas 1963/1988 (1989)
- El fútbol a sol y sombra (1995)[5]
Футболът на слънце и на сянка, изд.: „Жанет 45“, Пловдив (2010), прев. Нева Мичева
- América Latina para entenderte mejor (1990)
- Las palabras andantes (1993)
- Carta al ciudadano 6.000 millones (1999)
- El tigre azul y otros artículos (1988 – 2002)
- Carta al señor futuro (2007)
- Espejos (2008) – награда „Каза де лас Америкас“
- Los hijos de los días (2011)
- El Cazador de Historias (2016, посмъртно)

### Екранизации
- 1991 Huellas del paraíso
- 1999 El siglo del viento
- 2004 Recuperando memoria
- 2004 Pájaros Prohibidos
- 2005 Métalovoice, Espèce H
- 2013 La vida según Galeano – тв сериал, 11 епизода
- 2014 30 for 30: Soccer Stories – тв сериал, 1 епизод
- 2018 Huellas